# Echoes of a Ronin
Echoes of a Ronin er en dansk kortfilm fra 2014, der er instrueret af Shaky González efter manuskript af ham selv og David Sakurai.

## Handling
Bushido - krigerens vej - er en japansk filosofi med et moralkodeks, som efterleves af samuraier. Men selv de strengeste æresbegreber kan blive tilsidesat af jalousi, kærlighed og hævn. Det oplever et barn, hvis øjne ser ting, de slet ikke burde.

## Medvirkende
- David Sakurai - Shin
- Thomas Chaanhing - Ken
- Katinka Elmin Danielsen - Cho-Ko
- Nukâka Coster-Waldau - Aiko
- Sofie Bech - Cho-Ko som teenager
- Khaled Ghizzawi - Gangster
- Erik Holmey - Loege
- Per Lund - Gangster
- Hisako Miura - Bedstemor
- Morten Silverfox Petersen - Gangster
- Joon Poore - Gangster
- Kristian Shin - Arashi
- Shinji Wakabayashi - Bedstefar